# Фторид гольмия(III)
Фторид гольмия(III) — неорганическое соединение, 
соль гольмия и плавиковой кислоты с формулой HoF3,
белые кристаллы,
не растворяется в воде.

## Получение
- Действие газообразного фтористого водорода на оксид гольмия(III):

{\displaystyle {\mathsf {Ho_{2}O_{3}+6HF\ {\xrightarrow {}}\ 2HoF_{3}+3H_{2}O}}}
- Обменной реакцией:

{\displaystyle {\mathsf {HoCl_{3}+3HF\ {\xrightarrow {}}\ HoF_{3}\downarrow +3HCl}}}

## Физические свойства
Фторид гольмия(III) образует белые кристаллы
ромбической сингонии,
пространственная группа P nma,
параметры ячейки a = 0,6404 нм, b = 0,6875 нм, c = 0,4379 нм, Z = 4.